# The Private Life of Don Juan
The Private Life of Don Juan is een Britse filmkomedie uit 1934 onder regie van Alexander Korda. Destijds werd de film in Nederland uitgebracht onder de titel Het intieme leven van Don Juan.

## Verhaal
Don Juan keert na jaren terug naar Sevilla. Hij heeft intussen zijn wilde haren verloren. Wanneer hij erachter komt dat een jongeman in de stad zich voordoet als hem, besluit hij hem te laten zien wie de echte Don Juan is.

## Rolverdeling
| Acteur            | Personage        |
| ----------------- | ---------------- |
| Douglas Fairbanks | Don Juan         |
| Merle Oberon      | Antonita         |
| Bruce Winston     | Caféhouder       |
| Benita Hume       | Doña Dolores     |
| Gina Malo         | Pepita           |
| Binnie Barnes     | Rosita           |
| Melville Cooper   | Leporello        |
| Owen Nares        | Antonio Martinez |
| Heather Thatcher  | Anna Dora        |
| Diana Napier      | Gevoelige dame   |
| Joan Gardner      | Carmen           |
| Gibson Gowland    | Don Alfredo      |
| Barry MacKay      | Rodrigo          |
| Claud Allister    | Hertog           |
| Athene Seyler     | Theresa          |